# Joeropsis antarctica
Joeropsis antarctica là một loài chân đều trong họ Joeropsididae. Loài này được Menzies & Schultz miêu tả khoa học năm 1968.